# Флауэрс, Томми
То́мас «Томми» Га́рольд Фла́уэрс (англ. Thomas «Tommy» Harold Flowers; 22 декабря 1905, Поплар, Большой Лондон — 28 октября 1998, Mill Hill, Большой Лондон) — британский инженер, специалист по вакуумной технике. Во время Второй мировой войны Флауэрс участвовал в создании машины Heath Robinson (эксплуатировалась с июня 1943 года) и руководил постройкой «Колосса» — одной из первых в мире ЭВМ (эксплуатировалась с февраля 1944 года). Эти машины позволили автоматизировать процесс дешифрования зашифрованных «Лоренцом» сообщений высшего руководства нацистской Германии, что внесло значительный вклад в дело победы союзников в целом и в частности повлияло на исход Курской битвы и высадки в Нормандии.

## Довоенная жизнь
Флауэрс родился в восточном Лондоне (Abbott Road, 160) 22 декабря 1905 года в семье каменщика. Во время обучения машиностроению в Королевском Арсенале в Вулидже он также посещал вечерние занятия в Лондонском университете, чтобы получить степень в области электротехники. В 1926 году он присоединился к телекоммуникационной ветви главного почтового управления, а в 1930 году перешёл на работу на Исследовательскую станцию в Доллис-Хилле на северо-западе Лондона.
В 1935 году Флауэрс женился на Эйлин Маргарет Грин, несколько позже родились двое детей, Джон и Кеннет.
С 1934 года он исследовал использование электроники для телефонных станций. К 1939 году Флауэрс был убеждён, что полностью электронная система была возможна.